# HANA (음악 그룹)
HANA(하나)는 일본의 여성 아이돌 그룹이다. 소속 사무소는 B-RAVE.

## 개요
챤미나가 프로듀서, SKY-HI가 이그제큐티브 프로듀서가 되어 시동을 건 걸그룹 오디션 프로그램 『No No Girls』에서 탄생.
그룹명에는 「열심히 핀 꽃(HANA), 가시가 있어도 아름답고 화려하게 피어 있던 꽃(HANA), 물을 주지 않으면 죽는 섬세한 그래도 열심히 살고자 하는 꽃(HANA)」이라는 뜻이 담겨 있다. 또한 이 그룹의 악센트로는 식물의 '꽃'과 같은 발음이다.

## 구성원
| 이름          | 본명                                             | 생년월일              | 출신지              | 비고                                 |
| ------------- | ------------------------------------------------ | --------------------- | ------------------- | ------------------------------------ |
| CHIKA 치카    | 타리키 치카 (他力 千佳, たりき ちか)             | 2004년 8월 31일(20세) | 일본 후쿠오카현     | M∞NSTER AUDITION 후보생, GALX 연습생 |
| NAOKO 나오코  | 후지이 나오코 (藤井 直子, ふじい なおこ)         | 2005년 8월 23일(19세) | 일본 오사카부       | 에이벡스 아티스트 아카데미 수강생    |
| JISOO 지수    | 이지수 (イ・ジス)                                | 2000년 9월 8일(24세)  | 대한민국 인천광역시 | YG 엔터테인먼트 연습생               |
| YURI 유리     | 불명                                             | 2006년 8월 24일(18세) | 일본 도쿄도         |                                      |
| MOMOKA 모모카 | 타카바타케 모모카 (髙畠 百加, たかばたけ ももか) | 2004년 4월 27일(21세) | 일본 도쿄도         | PRODUCE 101 JAPAN THE GIRLS 연습생   |
| KOHARU 코하루 | 이노 코하루 (井埜 心晴, いの こはる)             | 2005년 10월 9일(19세) | 일본 사이타마현     |                                      |
| MAHINA 마히나 | 불명                                             | 2009년 3월 25일(16세) | 일본 도쿄도         |                                      |

## 작품

### 싱글
1. ROSE (2025년 4월 23일)
2. Blue Jeans (2025년 7월 16일)

### 디지털 싱글
1. Drop (2025년 1월 31일)
2. ROSE (2025년 4월 2일)
3. Burning Flower (2025년 6월 9일)
4. Blue Jeans (2025년 7월 14일)